# Ontherus cambeforti
Ontherus cambeforti är en skalbaggsart som beskrevs av François Génier 1996. Ontherus cambeforti ingår i släktet Ontherus och familjen bladhorningar. Inga underarter finns listade i Catalogue of Life.